# Lise Heding
Lise Gunhild Pagh Heding (født 1. juli 1936, død 16. februar 2008) var en dansk kemiingeniør, forsker og forskerleder.
Heding blev kemiingeniør i 1960 var Danmarks Tekniske Universitet og studerede videre i mikrobiologi samme sted.
Mellem 1963 og 1964 var hun forsker ved Rutgers State University i New Jersey.
Hedings doktorafhandling fra 1988 bar titlen Radioimmunoassays for insulin, C-peptide and proinsulin.
Da hun lod sig pensionere i 1993 var hun Senior Vice President for diabetesforskningen hos Novo Nordisk.
Tre af Hedings artikler fra 1970'erne var der mest citerede i tidsskriftet Diabetologia ved en opgørelsen omkring tidsskriftets 25-årsjubilæum i 1990.
Samme år blev hun æresdoktor ved det medicinske fakultet på Linköpings Universitet.
Hun var direktør for diabetesforskning i Novo Nordisk i 1980'erne, hvor hun forskede i glukagon. Hendes forskning på området blev senere videreført af Jens Juul Holst.
I 1994 blev hun udvalgt til at i 1994 give den prestigefyldte Claude Bernard-forelæsning ved det Europæiske Selskab for Diabetesforskning.
Heding afslog dog da hun havde forladt forskning og efter hendes mening burde forelæsningen gives af en aktiv forsker.